# Andries van Bronckhorst

Stamwapen van Bronckhorst

Andries van Bronckhorst (circa 1478 – † 1547) was een expert inzake dijkbeheer en waterhuishouding, zowel in de praktijk als in de kennis van het dijkrecht. Hij was onder meer baljuw van Voorne en Den Briel. Van internationaal belang voor de scheepvaart was zijn ontwerp van het eerste prototype van de schutsluis en van de puntdeuren voor sluizen. Tijdens zijn leven verwierf hij onder andere de hoge heerlijkheid Schoot bij Gouda en heerlijkheid over de Stad aan 't Haringvliet, alsook een groot gedeelte van het eiland Putten, dat hij en enkele financiers redde van de ondergang. Hij woonde in Den Briel. 
Andries van Bronckhorst stamde uit het oude adellijk geslacht baanderheren van Bronckhorst uit Gelderland, uit een jongere tak die zich in de tweede helft van de vijftiende eeuw op het eiland Voorne in Zeeland had gevestigd. Andries was een zoon van Willem van Bronckhorst en Ewoud Laurensdochter. Zijn broer Joost van Bronckhorst was heer van Bleiswijk.  

## Loopbaan

### Ambten
Andries van Bronckhorst was van 1504 tot 1541 baljuw van het eiland Voorne en van de stad Den Briel. Na zijn tussenkomst op het buureiland Putten werd hij vanaf 1536 kastelein van Oostvoorne en in 1538 baljuw en dijkgraaf van Putten. Door zijn autoriteit als deskundige in waterbeheer deed het Hof van Holland tussen 1525 en 1547 dikwijls beroep op hem om als extern raadsheer te zetelen bij geschillen die met waterhuishouding te maken hadden.

### De Stad aan 't Haringvliet
Op 17 juli 1526 kwamen de regulieren van het klooster Sint-Elisabeth te Rugge nabij Den Briel met Andries van Bronckhorst overeen dat hij de helft van het buitendijkse grasland aan de Haringvliet zou kopen, het gors, voor het bedrag van 850 pond. Van keizer Karel V kreeg Andries de heerlijke rechten over dat gebied, wat voor hem de aanleiding was tot het bedijken van het gors, waarna de Stad aan ‘t Haringvliet ontstond. De lammertienden op het gors werden gedeeld: het Ruggeklooster de ene helft en Bronckhorst de andere helft. Door grensgeschillen met de heren van Sommelsdijk en Middelharnis werd het gebied pas in 1527 beleend.

### Redder van Putten

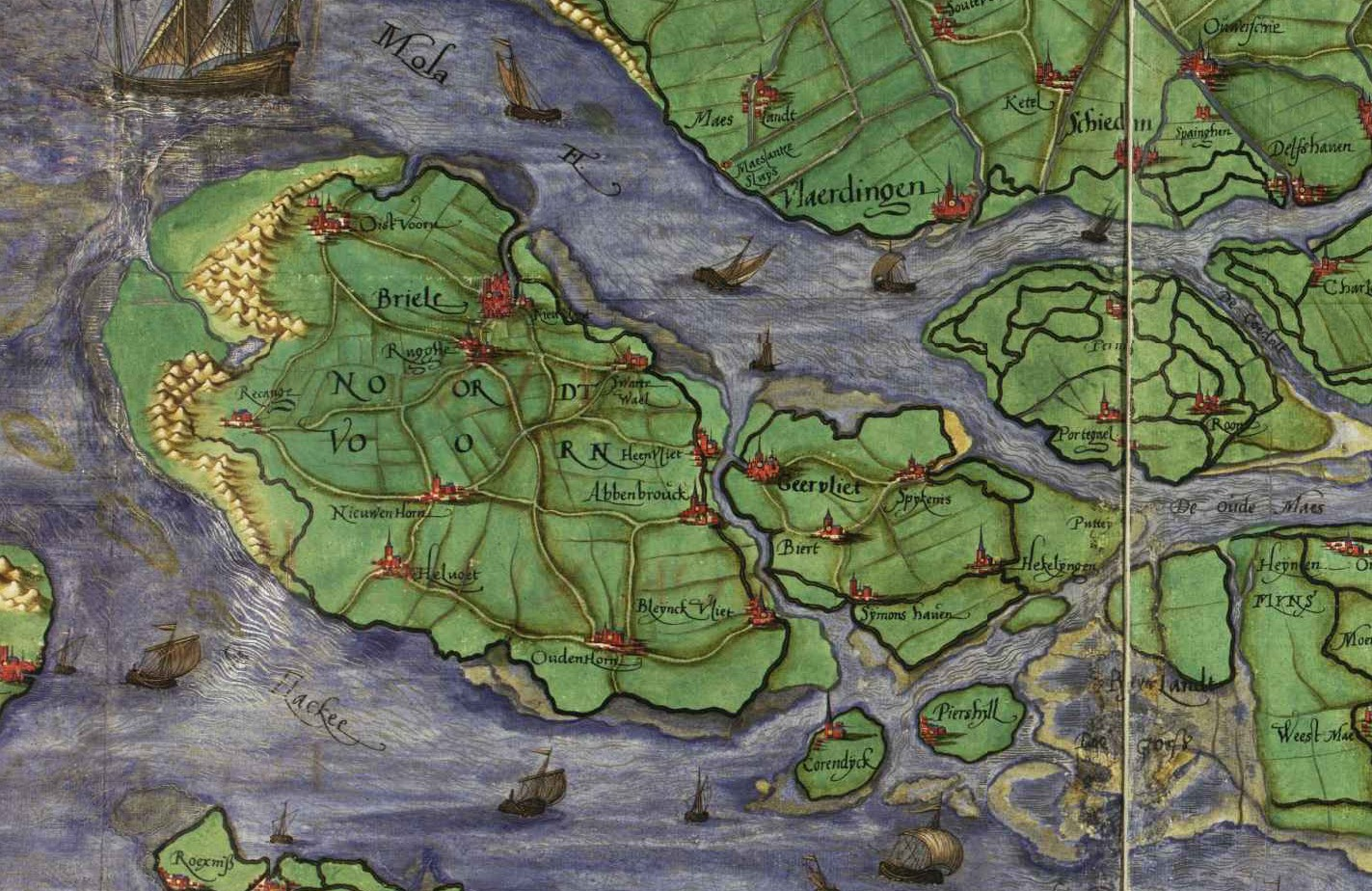
Voorne-Putten in 1573, met in de rechterpunt, buiten de (zwarte) dijken, het weer aangeslibde voormalige ambacht Putten

Van Bronckhorst was baljuw van het eiland Voorne, maar op het buureiland Putten wordt hij vooral herinnerd vanwege zijn inspanningen om dit eiland te behoeden van de ondergang in zee na hevige overstromingen. Putten werd tijdens de Sint-Felixvloed van 5 november 1530 zwaar getroffen. In april 1531 werd Andries Van Bronckhorst betrokken bij het herstel van de dijken. Hij adviseerde onder andere om het ambacht van Putten (het toenmalige dorp, in de uiterste oosthoek van het eiland, waar nu de Wolvenpolder en de Oude en Nieuwe Uitslag van Putten liggen) buiten de herstelde ringdijk te laten omdat dat volgens hem de enige mogelijkheid was om de overige Putse polders weer droog te krijgen. Dat advies werd toen niet opgevolgd.
Twee jaar later, in de nacht van 1 op 2 november 1532, sloeg de nog hevigere Allerheiligenvloed opnieuw grote stukken dijk weg. Direct daarna stuurde Bronckhorst enkele van zijn mensen naar Putten om poolshoogte te nemen. Wat zij hem rapporteerden was alleen maar trieste narigheid. Het water stond nog 60 cm hoger dan tijdens de vorige vloed en het had vrij spel. De nog maar net herstelde ringdijk was op talrijke plaatsen weggespoeld. Het vee was grotendeels verdronken, de verarmde bevolking zag geen kans meer om de dijken te herstellen. Men overwoog zelfs om de gronden aan het water prijs te geven. Op 7 en 8 november ging hij zelf op inspectie, om met eigen ogen de ravage te overzien. Toen bleek ook dat de baljuw en dijkgraaf van Putten ziek waren; de laatste vroeg zelfs om ontheffing uit zijn ambt. Daardoor oefende niemand meer toezicht uit in het gebied van Putten. Tevens was er een groot gebrek aan arbeidskracht. Kortom, er was "niets dan verdriet en armoede in 't lant", zoals Bronckhorst zelf schreef aan zijn Haagse neef Joost Sasbout. Die was eveneens raadsheer van Holland en destijds de belangrijkste grondeigenaar in het land van Putten.
Vervolgens werd Andries benoemd tot buitengewoon dijkgraaf van Putten. Hij werd samen met de rentmeester van Zuid-Holland Crispijn van Boschuyzen (zijn zwager) en Anthonis van der Noot belast met het dijkherstel. Samen met hen en met Joos Sasbout zorgde hij voor de financiering ervan. Andries van Bronckhorst ging zeer voortvarend te werk. Zo liet hij in Dordrecht allerlei dijkhout en kruiwagens halen en in het voorjaar van 1533 werden meer dan 700 schepen ingezet bij het halen van klei uit de Egmondse gorzen (de latere Beijerlanden in de Hoeksche Waard). Er werd een nieuwe dijk aangelegd tussen de Hekelingse Toldijk en de Spijkenisser schenkeldijk, de latere Gaddijk. Alle gronden ten oosten van die nieuwe dijk werden “uitgeslagen": dus voorlopig niet herbedijkt. Hierdoor kwam alsnog het ambacht van Putten buitendijks te liggen en werd het bekend als het Verdronken Land van Putten.

Zo was het aan het doortastend optreden van Andries Van Bronckhorst en de hulp van de financiers te danken dat de polders van Putten herbedijkt werden, met uitzondering van het oude ambacht Putten. In Spijkenisse zijn straten naar deze vier heren vernoemd.

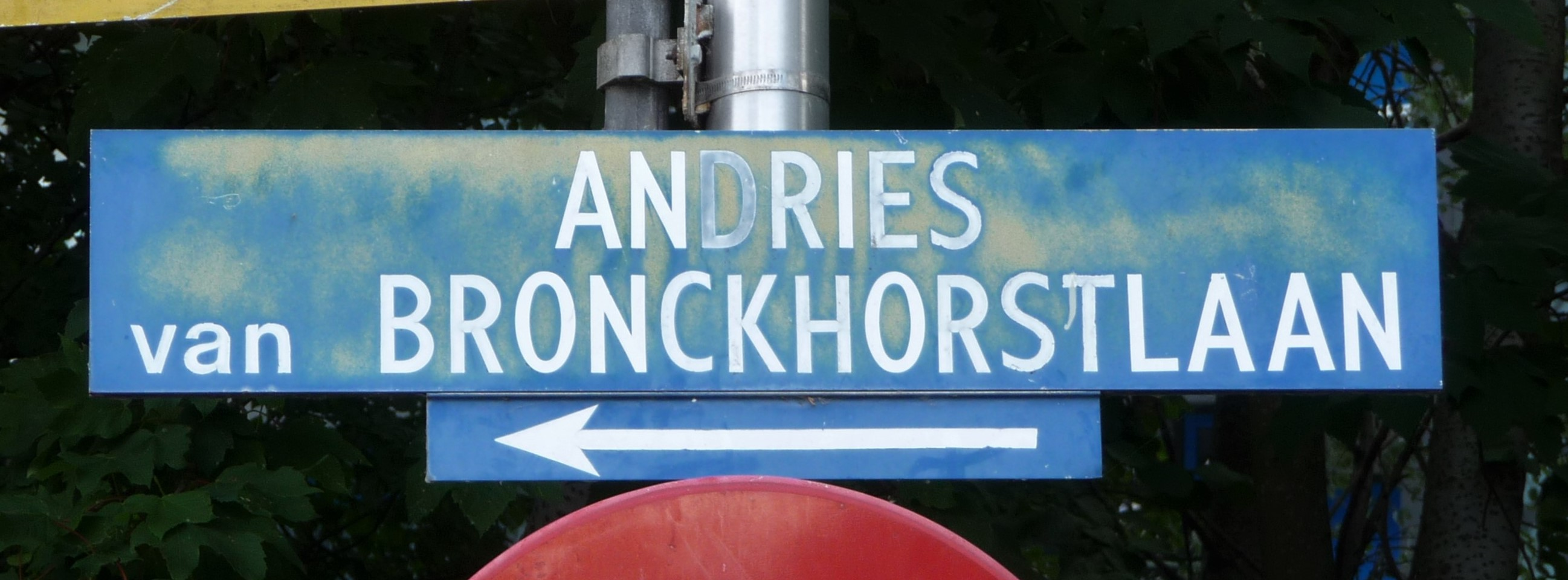
Andries van Bronckhorstlaan in Spijkenisse

 Na de herdijking, in 1534, verbeterde Andries ook de waterafvoer op Putten door de introductie van zes watermolens, "die voir den indundatie noyt dair in 't lant geweest en hebben". Nadat in 1535 zijn werk als tijdelijk dijkgraaf was voltooid, bleef hij hoogheemraad van Putten tot zijn dood.
Andries van Bronckhorst liet zijn erfgenamen een groot deel van het land op Putten na.  Volgens een meting in 1617 bedroeg de totale oppervlakte van het binnen de ringdijk gelegen land 5.445 gemeten en 244 roeden. Hiervan waren 1.633 gemeten en 220 roeden bezit van de erfgenamen Bronckhorst en ruim 45 gemeten hadden deze erfgenamen met andere eigenaars gemeen. De andere hoofdingelanden hadden tezamen niet eens zoveel land als de erfgenamen Bronckhorst alleen bezaten. Zijn nakomelingen erfden niet alleen dit land, maar ook de functie van hoogheemraad. Het hoogheemraadschap werd erfelijk in het geslacht Van Bronckhorst; tot 1699 bekleedden zij een zetel in het hoogheemraadschap. Zij bewaarden één van de drie sleutels, waarmee de landskist, de oudste eigen archiefbewaarplaats van de ring, werd afgesloten.

### De grote sluis in Zaandam
Op 5 juli 1544 kreeg Andries vanwege de keizer de opdracht om samen met Adriaan Stalpaert van de Wiele de kusten van Noord-Holland en West-Friesland te gaan inspecteren. Talrijke binnenmeren stonden er in open verbinding met de zee en het zeewater spoelde daar steeds meer land weg. Tijdens hun tocht organiseerden ze op diverse plaatsen hoorzittingen om de klachten en de meningen van de bevolking te aanhoren. In hun inspectieverslag gaven de twee commissarissen de ongelukkige toestanden weer die ze hadden vastgesteld. De verklaringen van de afgevaardigden der ingelanden waren vrijwel eensluidend. Er moesten dringend maatregelen getroffen worden om het verlies van vaste grond stop te zetten. De inwoners wensten verandering van de bestaande sluizen zoals die in Edam en Nieuwendam, door nieuwe bouwwerken die wel uitwatering mogelijk maakten, maar de instroom van zeewater verhinderden. Andries van Bronckhorst en Adriaan Stalpaert adviseerden daarop om alle schotten, duikers en andere waterwegen die op de zee uitkwamen af te sluiten. Voor de afwatering van het binnenland en voor de scheepvaart voorzagen ze een grote nieuw te bouwen stenen sluis in de Grote Dam die de rivier de Zaan afsloot van het IJ in Zaandam.
De keizer keurde op 17 december 1544 dit plan goed. De commissarissen namen de leiding over de aanleg van de Zaandamsluis in eigen handen. Adriaan Stalpaert was rentmeester van Kennemerland en West-Friesland en hij nam de logistiek voor zijn rekening. Andries van Bronckhorst zorgde voor de technische kant. Ze stelden twee uiterst gedetailleerde bestekken op, één voor de stenen bouwwerken en één voor het houtwerk.
De werken vingen aan in 1546 en de sluis werd in gebruik genomen op 12 november 1547. De sluis werd later gekend als de Grote Sluis of de Hondsbossche Sluis van Zaandam.
Andries had een totaal nieuw type sluis ontworpen. De sluiskom kon aan beide kanten afzonderlijk worden afgesloten, ze was 5 meter breed en 25,75 meter lang, groot genoeg om enkele schepen te versassen. De waterstand in de kom kon geregeld worden door kleppen in de deuren, waardoor de schepen het verschil tussen het zeeniveau en de binnenwaters gecontroleerd konden overbruggen. De deuren scharnierden verticaal en ze sloten op een punt, gericht naar zee, puntdeuren zoals ze heden genoemd worden. Dankzij slagdrempels op de bodem openden en sloten ze automatisch door de wisselende stroomrichting naargelang eb en vloed: zulcx dat die dueren bequamelick zullen moghen sluten metter vloet, weder met het vutgaen van den water open gaen. Dit eerste type schutsluis was nog overwelfd door een vaste brug. Andries’ zoon Gijsbrecht van Bronckhorst ontwikkelde dit model verder tot het gekende type schutsluis zonder bovenbouw, dat bovendien schepen in staat stelde om hoogteverschillen in het reliëf te overbruggen.

## Huwelijk en kinderen
Andries van Bronckhorst huwde (1) met Maria Soncken uit Delft en had met haar twee kinderen:
- Laurens van Bronckhorst
- Machteld van Bronckhorst

Na het overlijden van zijn eerste vrouw hertrouwde hij omstreeks 1516 met Wendelmoet van Boschhuysen, de weduwe van Reinier de Jong, heer van Baardwijk, en dochter van Willem van Boschhuysen, "de baljuw van Woerden" en Elisabeth Jacobse van Noorde.
Uit het huwelijk van Andries en Wendelmoet zijn vijf kinderen geboren:
- Gijsbert van Bronckhorst (ca.1518 – † 23 juli 1576), ridder, heer van Schoot. Hij trouwde met Livine de Briaerde (11 juli 1528 – † 2 april 1576), de dochter van Lambert de Briaerde, president van de Grote Raad van Mechelen, en Margriet Micault.
- Nicolaas I van Bronckhorst (ovl. voor 1550), heer van Stad aan 't Haringvliet. Hij trouwde in 1544 met Jacomina van Poelgeest ( † 1574), dochter van Gerrit V van Poelgeest (1490 – † 1549) en Sibylla van Edingen.
- Andriesje van Bronckhorst, jong gestorven.
- Pieter van Bronckhorst. Hij trouwde eerst met Geertruide van Sonnevelt en nadien met Maria van Heerjansdam.
- Wilhelmina van Bronckhorst, trouwde met (1) Alexis van Nassau-Corroy, (2) Jean de Lannoy,  de bastaardzoon van de heer van Maingoval (†1557), en (3) met Jan van Casembroot (onthoofd in 1568).

Andries van Bronckhorst stierf op 15 januari 1547, nog voor de voltooiing van de sluis. Hij had op 30 juni 1546 zijn testament laten opstellen en zijn weduwe Wendelmoet van Boschuysen voegde daar op 22 augustus 1554 een codicil aan toe. Ze lagen beiden begraven in de Grote Kerk in Den Briel.